# Can Carreras (Madremanya)
Can Carreras és una obra de Madremanya (Gironès) inclosa a l'Inventari del Patrimoni Arquitectònic de Catalunya.

## Descripció
És un edifici de tres crugies paral·leles, tres plantes i teulada a dues vessants amb caiguda a la façana principal i posterior. La noble façana principal té un portal dovellat amb escut a la clau i galeria correguda de nou arcs sota el ràfec de la teulada. A la dreta es troba el porxo que servia de graner. La casa ha estat modificada i s'han utilitzat elements d'altres construccions de la contrada.

## Història
Antigament era coneguda com a Can Gic. Hi ha notícies de l'any 1480 de Francesc Gic i el 1580 de Jaume Gic. Al segle xx pertanyia a la família Triadú i ha estat adquirida per Carles de Gomar i Mangrané, que ha encarregat la restauració a l'arquitecte Camil Pallàs a la dècada dels 60.